# Tom Chaytor
Thomas Chaytor (13 de noviembre de 1870 – 30 de enero de 1951) fue un tenista irlandés. Fue finalista del Campeonato de Irlanda de Tenis en 1894, perdiendo ante Joshua Pim. Fue semifinalista en el Campeonato de Wimbledon de 1894 en el evento de individuales masculinos y cuartofinalista en el evento de dobles masculinos. Ganó siete títulos en su carrera de un total de quince finales.

## Carrera
Tom Chaytor nació el 13 de noviembre de 1870 en Killiney, Condado de Dublín, Irlanda. Fue uno de los tres hermanos que también jugaron al tenis, incluyendo a Grainger Chaytor, cuartofinalista de Wimbledon en 1890. Participó en su primer torneo en el Campeonato del Condado de Dublín de 1890 en el Lansdowne Lawn Tennis Club, donde alcanzó las semifinales perdiendo ante Thomas Harrison Griffiths en tres sets.
En mayo de 1891 ganó su primer título en el Campeonato de la Universidad de Dublín, celebrado en el Trinity College, Dublín, venciendo a Arthur Henry Gore Ashe en tres sets. En julio de 1892 ganó el Campeonato de Northumberland en Newcastle-upon-Tyne, Inglaterra, venciendo a su compatriota irlandés Harold Mahony en tres sets. A finales de julio de 1892 llegó a la final del Campeonato de los Condados del Midland, celebrado en el Edgbaston Cricket and Lawn Tennis Club, donde perdió en tres sets ante el dos veces finalista de Wimbledon Harry Barlow. En agosto de 1892 ganó el torneo Exmouth Open en Exmouth, Inglaterra, derrotando a Harold Walters en tres sets.
En mayo de 1893 ganó el primero de tres títulos en el Campeonato del Club Fitzwilliam, celebrado en el Fitzwilliam Lawn Tennis Club, Dublín, Irlanda, venciendo a Alexander Porter en cuatro sets. En julio de 1893 ganó el Campeonato de Warwickshire, celebrado en Leamington Spa, venciendo a Percy Bateman Brown en cuatro sets.
En marzo de 1894, Chaytor llegó a la final del Campeonato de Irlanda, donde se enfrentó al campeón defensor y campeón de Wimbledon Joshua Pim. Chaytor realizó grandes tiros de pase y su revés le otorgó muchos puntos. Pim ganó con un marcador de 9–7 en el quinto set. En mayo de 1894 ganó su segundo Campeonato del Club Fitzwilliam, derrotando a George Greene en la ronda de desafío.
En el Campeonato de Wimbledon de 1894, en julio de ese año, donde Tom jugó solo una vez, venció a Horace Chapman, Clement Cazalet y Ernest George Meers, antes de ceder un walkover a Wilfred Baddeley en las semifinales (no pudo jugar debido a ampollas graves en los pies). En mayo de 1895 ganó el Campeonato del Club Fitzwilliam por tercera vez, venciendo a Walter Herbert Boyd en tres sets. En total, ganó siete títulos a lo largo de su carrera.